# Blaine County (Oklahoma)
Das Blaine County ist ein County im US-Bundesstaat Oklahoma. Das U.S. Census Bureau hat bei der Volkszählung 2020 eine Einwohnerzahl von 8.735 ermittelt. Der Verwaltungssitz (County Seat) ist Watonga, das nach einem Häuptling der Arapaho benannt wurde.

## Geographie
Das County liegt nordwestlich des geografischen Zentrums von Oklahoma und hat eine Fläche von 2432 Quadratkilometern, wovon 27 Quadratkilometer Wasserfläche sind. Es grenzt an folgende Countys:
| Dewey County  | Major County |                   |
|               |              | Kingfisher County |
| Custer County | Caddo County | Canadian County   |

## Geschichte

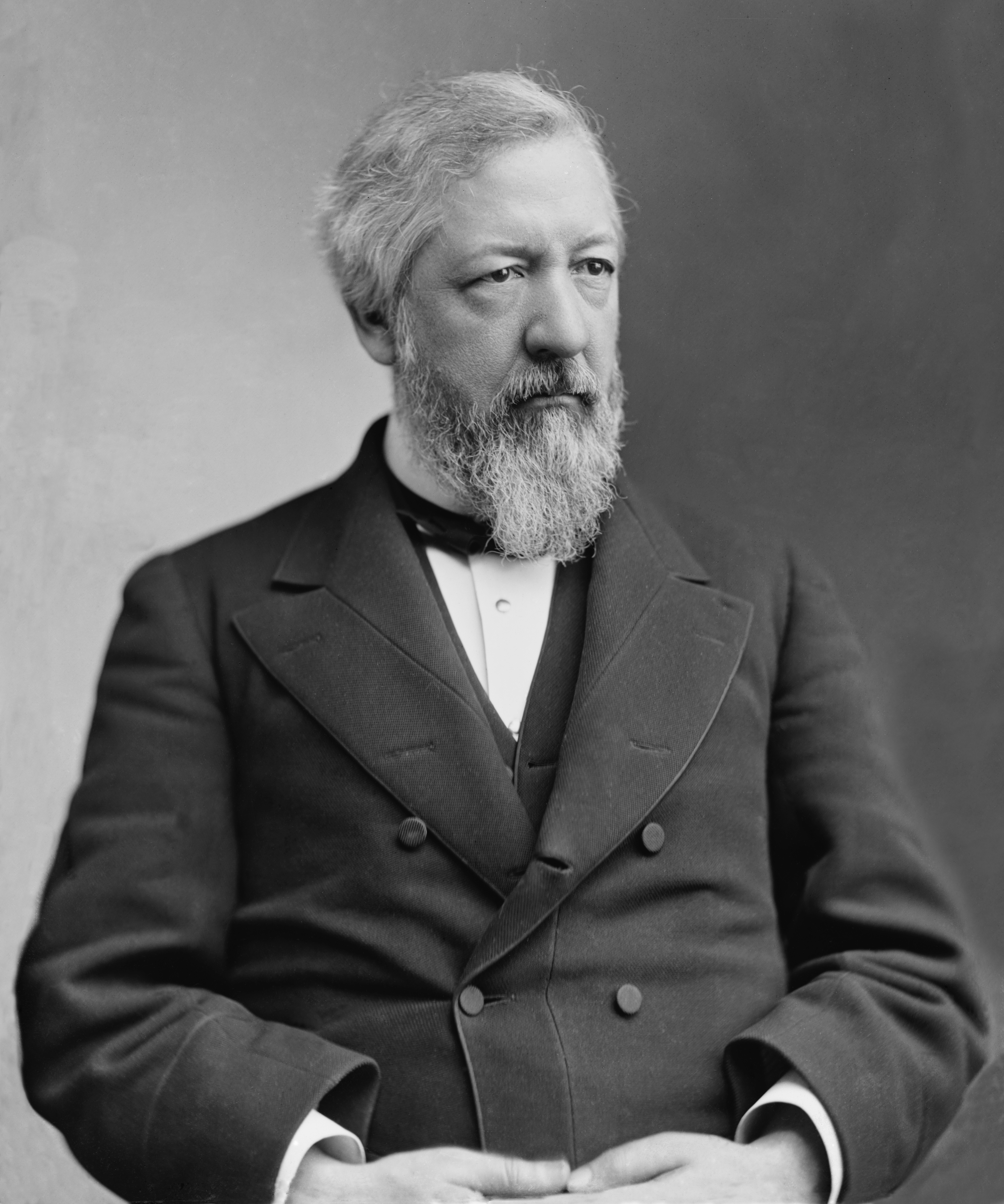
J. G. Blaine

Das Blaine County wurde 1892 als Original-County aus freiem Territorium gebildet. Besiedelt wurde das County durch weiße Siedler während der dritten offiziellen Land-Besitznahme (Oklahoma Land Run) vom 19. April 1892. Benannt wurde es nach James Gillespie Blaine (1830–1893), einem US-Senator (1876–1881), US-Außenminister (1881, 1889–1892) und als Mitglied der Demokratisch-Republikanischen Partei US-Präsidentschaftskandidat im Jahr 1884.

17 Bauwerke und Stätten des Countys sind im National Register of Historic Places (NRHP) eingetragen (Stand 21. Mai 2018).

## Demografische Daten

Alterspyramide des Blaine County

Nach der Volkszählung im Jahr 2000 lebten im Blaine County 11.976 Menschen in 4.159 Haushalten und 2.865 Familien. Die Bevölkerungsdichte betrug 5 Einwohner pro Quadratkilometer. Ethnisch betrachtet setzte sich die Bevölkerung zusammen aus 76,29 Prozent Weißen, 6,65 Prozent Afroamerikanern, 8,70 Prozent amerikanischen Ureinwohnern, 0,71 Prozent Asiaten, 0,81 Prozent Bewohnern aus dem pazifischen Inselraum und 2,86 Prozent aus anderen ethnischen Gruppen; 3,97 Prozent stammten von zwei oder mehr Ethnien ab. 6,62 Prozent der Bevölkerung waren spanischer oder lateinamerikanischer Abstammung, die verschiedenen der genannten Gruppen angehörten.
Von den 4.159 Haushalten hatten 30,8 Prozent Kinder unter 18 Jahre, die im Haushalt lebten. 56,2 Prozent waren verheiratete, zusammenlebende Paare, 8,6 Prozent waren allein erziehende Mütter. 31,1 Prozent waren keine Familien, 29,0 Prozent waren Singlehaushalte und in 15,5 Prozent der Haushalte lebten Menschen im Alter von 65 Jahren oder darüber. Die durchschnittliche Haushaltsgröße lag bei 2,50 und die durchschnittliche Familiengröße bei 3,08 Personen.
24,0 Prozent der Bevölkerung waren unter 18 Jahre alt, 9,1 Prozent zwischen 18 und 24, 28,6 Prozent zwischen 25 und 44, 21,4 Prozent zwischen 45 und 64 und 16,8 Prozent waren 65 Jahre oder älter. Das Durchschnittsalter betrug 38 Jahre. Auf 100 weibliche kamen statistisch 119,3 männliche Personen. Auf 100 Frauen im Alter von 18 Jahren oder darüber kamen 125,0 Männer.

Das jährliche Durchschnittseinkommen eines Haushalts betrug 28.356 USD und das durchschnittliche Einkommen einer Familie betrug 34.565 USD. Männer hatten ein durchschnittliches Einkommen von 26.284 USD gegenüber den Frauen mit 18.619 USD. Das Prokopfeinkommen betrug 13.546 USD. 12,8 Prozent der Familien und 16,9 Prozent der Bevölkerung lebten unterhalb der Armutsgrenze.

## Städte und Gemeinden
| - Canton - Geary1 - Greenfield - Hitchcock | - Hydro2 - Longdale - Okeene - Watonga | - Southard - Homestead - Darrow - Bucher |

1 – teilweise im Canadian County

2 – teilweise im Caddo County